# HMS Freesia (K43)
HMS Freesia (K43) je bila korveta razreda flower Kraljeve vojne mornarice, ki je bila operativna med drugo svetovno vojno.

## Zgodovina
22. julija 1946 so ladjo prodali; potopila se je 1. aprila 1947.